# 高屏渓斜張橋
高屏渓斜張橋（こうへいけいしゃちょうきょう）または南二高斜張橋（なんにこうしゃちょうきょう）は台湾高雄市大樹区と屏東県九如郷の境界を流れる高屏渓に架かるフォルモサ高速公路（国道3号、高速道路）の道路橋。フォルモサ高速公路の燕巣ジャンクションと九如インターチェンジ間、基隆IC起点386キロ地点にあり、高屏渓河口からは上流方向へ約28kmに位置する。高雄市と屏東県を結ぶ交通の要衝となっている。
屏東県側のアプローチ・スパン部の高架橋も含めた全体の正式名称は「第二高速公路高屏渓河川橋」であるが、このうち高雄市側の一部を成す斜張橋部分の名称が全区間の総称として民間に定着している。斜張橋の本来の中国語表記は「斜拉橋」が主流だが、この橋は日本語をそのまま用いている。
台湾の高速道路では初の斜張橋であるだけでなく、外観の壮観さは国道3号が高屏渓を越えて屏東県内に入ることを示す重要なランドマークとなっている。

## 沿革
この斜張橋は高速道路1号に次ぐ西海岸を縦断する第二の高速道路（国道）として南部区間を総称する「南二高」の一部として計画された。そのうち、高雄県燕巣郷（現・高雄市燕巣区）と屏東県九如郷の区間で高屏渓に架橋する「国道第二高速公路後続計画」C381工区は総工費21億3,600万ニュー台湾ドルが投じられている。
設計は交通部傘下の財団法人中華顧問工程司が担当、施工は台湾の泛亜工程建設、利徳工程、日本の大成建設、川田工業の日台4社連合が担った。1996年4月29日に起工、工期1,280日を経て1999年12月30日に開通した。

## 諸元
高屏渓斜張橋の全長は2,617メートル、このうち主橋となる高屏渓複合斜張橋は510メートルで、プレストレスト・コンクリート式が180メートルとボックス・ガーダー式が330メートルの複合型。
アプローチスパン部が2,107メートル。橋面は中央部でA字型（逆Y字型とも）の主塔から伸びる非対象の赤色のケーブルで支えられている。ケーブルは最も外側の2ヶ所は4本2対、それ以外は2本を一対とし、橋脚から左右とも14組で構成されている。
橋の所在地である高屏渓両岸は高低差60メートルに達しているため、地形変化や景観を考慮し、西端の高雄方は非対称の斜張橋が採用された。長さは510メートル（支間長は西端陸側のPC箱桁部が180メートル、鋼箱桁の河床側が330メートル）幅34.4メートル。主塔は60階建て超高層ビルに相当する高さ183.5メートルのA字型で、橋面は地表から50メートルの高さにある。
鋼材は国内製鉄大手の中国鋼鉄（中鋼、チャイナ・スチール）製で総重量7,800トンに達する。中鋼は鋼材を20のブロック（平均400トン）に分割し、国内の製造所で仮組み立てを行い、一旦解体後に現場で再度組み立てた。片持ち張り出し工法によりクレーンで一つずつ吊りあげ、先行して吊りあげた桁との溶接を空中で行い、橋脚とケーブル接続する手法を繰り返した。期間中に台風5回、洪水3回、地震2回に見舞われたがこれらの災害に起因する事故を起こさず工事を完了している。
落成時点では台湾初となる複合式斜張橋であり、また『非対称型かつ単主塔』としてはアジア最長となった。斜張橋支間長もドイツ・デュッセルドルフにあるライン川のフレーエ橋に次いで世界第2位。
台湾国内の中国工程師学会が主催している1999年度「工程優良奨」に選出されている。

## ギャラリー

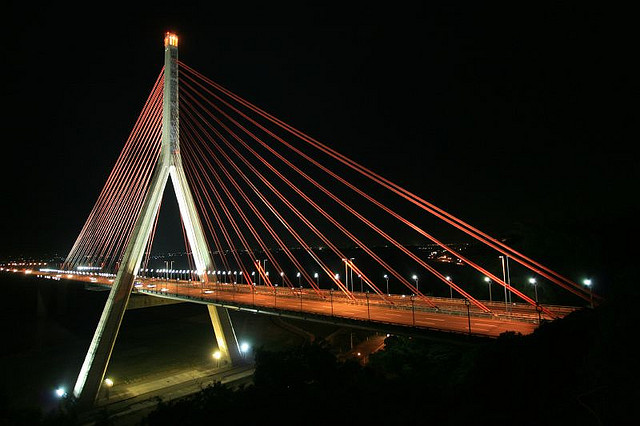
ライトアップされた斜張橋の夜景
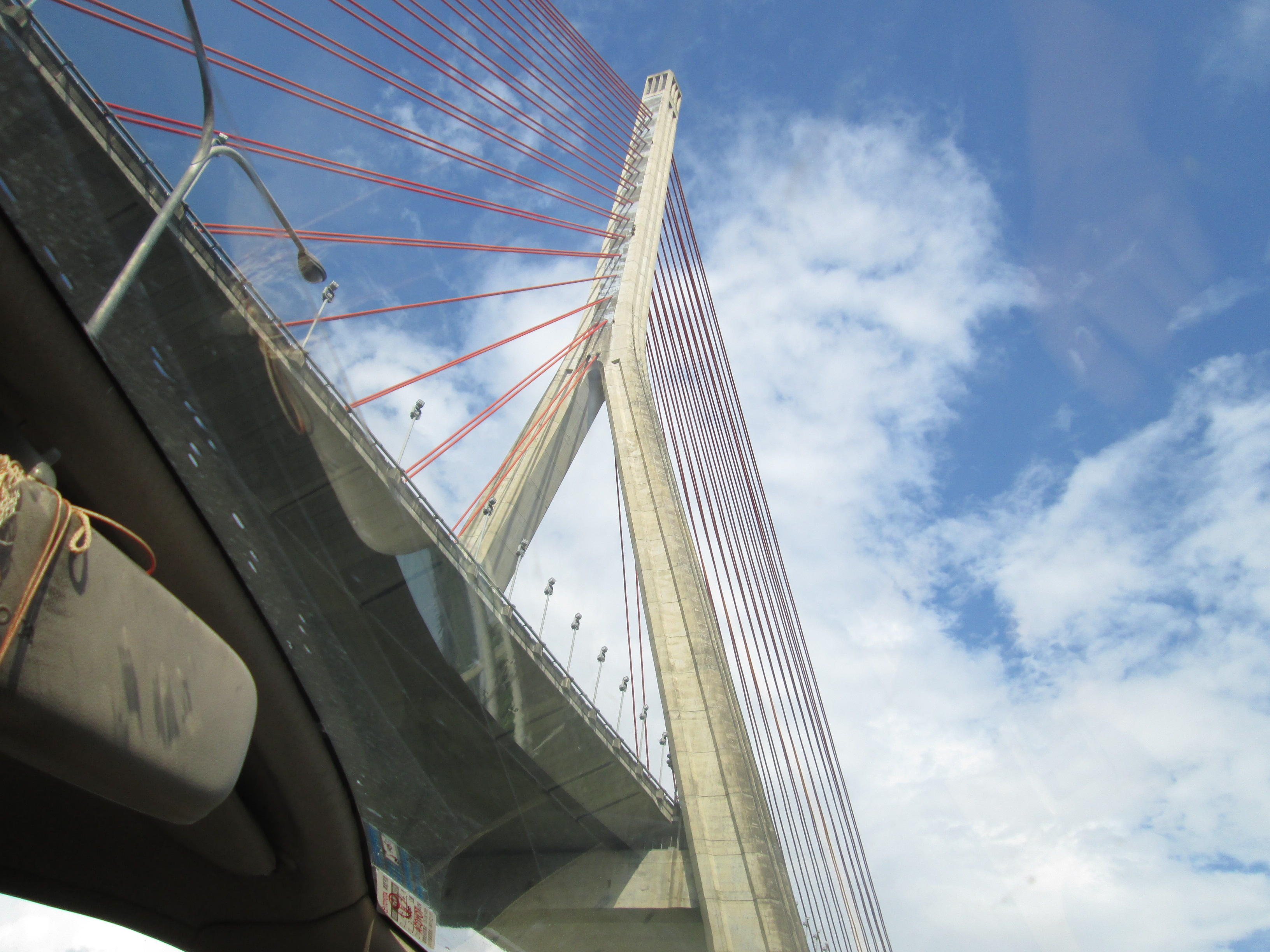
大樹区側橋脚
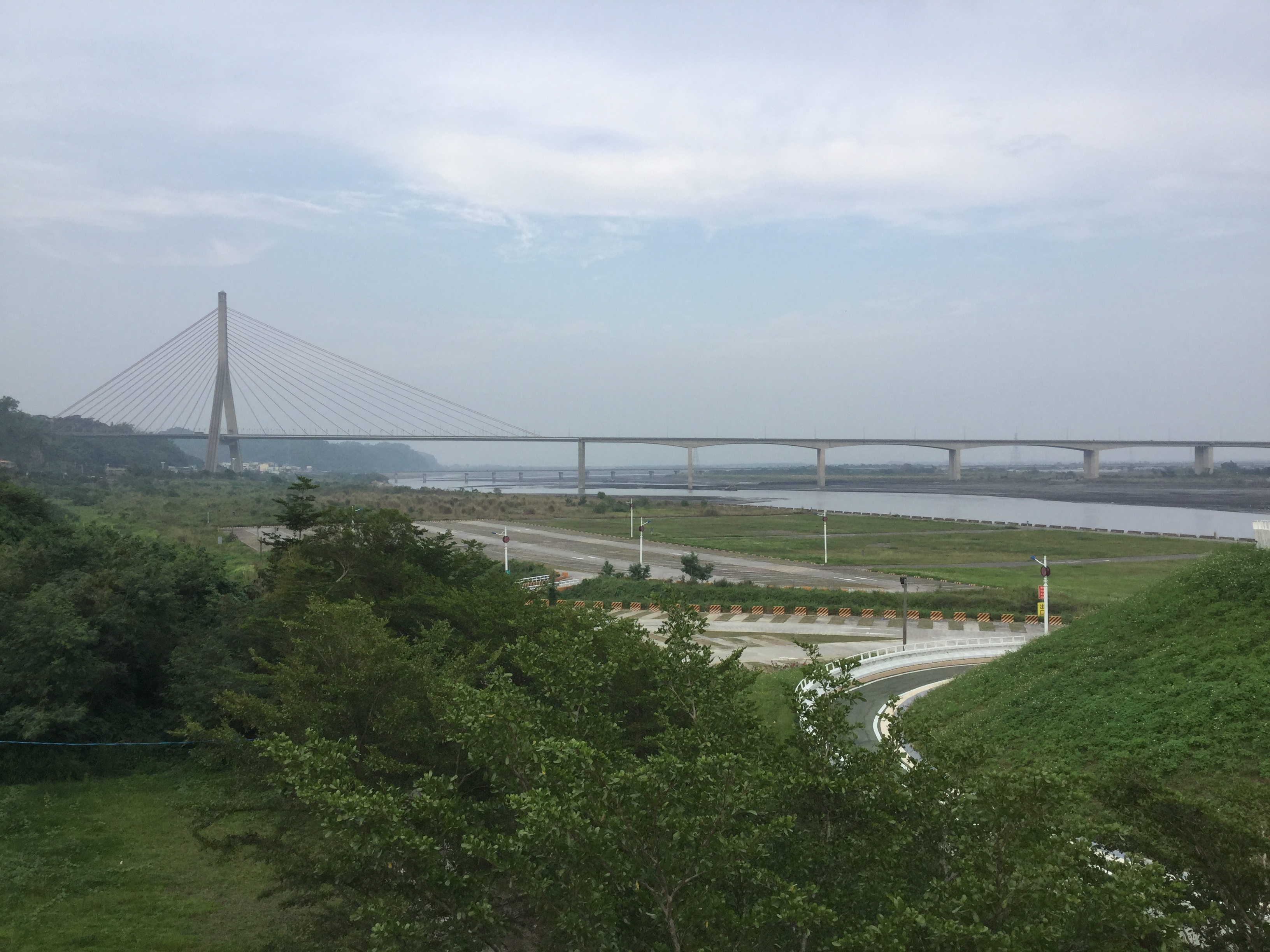
佛光山から眺める高屏渓斜張橋